# Fagraea

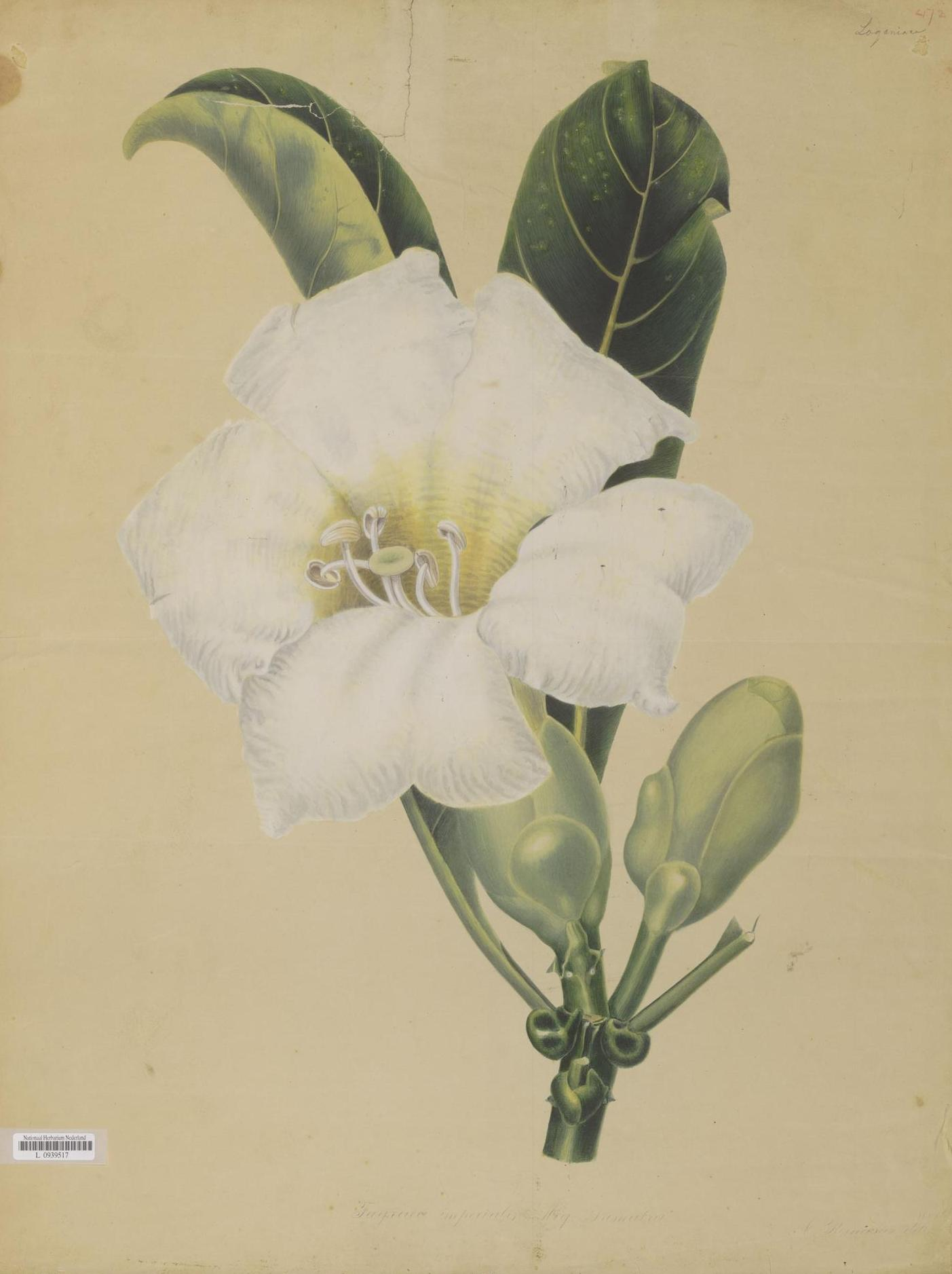
Fagraea imperialis Miquel, A. Bernecker, ~1860

Fagraea är ett släkte av gentianaväxter. Fagraea ingår i familjen gentianaväxter.

## Dottertaxa tillFagraea, i alfabetisk ordning[1]
- Fagraea acuminatissima
- Fagraea acutibracteata
- Fagraea annulata
- Fagraea auriculata
- Fagraea belukar
- Fagraea berteroana
- Fagraea blumei
- Fagraea bodenii
- Fagraea borneensis
- Fagraea calcarea
- Fagraea carnosa
- Fagraea carstensensis
- Fagraea ceilanica
- Fagraea collina
- Fagraea crenulata
- Fagraea curtisii
- Fagraea cuspidata
- Fagraea dulitensis
- Fagraea elliptica
- Fagraea eymae
- Fagraea fastigiata
- Fagraea floribunda
- Fagraea fragrans
- Fagraea gardenioides
- Fagraea gitingensis
- Fagraea graciliflora
- Fagraea gracilipes
- Fagraea havilandii
- Fagraea iliasii
- Fagraea involucrata
- Fagraea kalimantanensis
- Fagraea kinabaluensis
- Fagraea kuminii
- Fagraea littoralis
- Fagraea longiflora
- Fagraea longipetiolata
- Fagraea longituba
- Fagraea macroscypha
- Fagraea megalantha
- Fagraea minutiflorum
- Fagraea montana
- Fagraea oreophila
- Fagraea peninsularis
- Fagraea philippinensis
- Fagraea rarissima
- Fagraea renae
- Fagraea resinosa
- Fagraea ridleyi
- Fagraea rugulosa
- Fagraea salticola
- Fagraea spicata
- Fagraea stonei
- Fagraea tacapala
- Fagraea truncata
- Fagraea tubulosa
- Fagraea tuyukii
- Fagraea umbelliflora
- Fagraea volubilis
- Fagraea woodiana